# Yvette Baker
Yvette Baker (geboortenaam Hague) is de succesvolste oriëntatieloopster uit Groot-Brittannië. Tijdens het Wereldkampioenschap oriëntatielopen in Inverness in  1999 won ze de korte afstand.
In 1993 won ze de eerste Britse medaille tijdens de wereldkampioenschappen oriëntatielopen toen ze tweede werd op de klassieke afstand.
Baker is geboren in de Verenigde Staten, maar heeft Britse ouders. Ze groeide op in Engeland en woonde daarna enkele jaren in Denemarken. Later verhuisde ze naar Nieuw-Zeeland.

## Resultaten
Wereldkampioenschap oriëntatielopen
- Gouden medaille (1)
  - 1999 - Korte afstand - Inverness, Groot-Brittannië
- Zilveren medailles (2)
  - 1995 - Korte afstand - Detmold, Duitsland
  - 1995 - Klassieke afstand - Detmold, Duitsland
- Bronzen medaille (1)
  - 1993 - Klassieke afstand - West Point, USA